# Landvikskatan
Landvikskatan är en halvö i Åland (Finland). Den ligger i den västra delen av landskapet, 19 km norr om huvudstaden Mariehamn. Landvikskatan ligger på ön Fasta Åland.
I omgivningarna runt Landvikskatan växer i huvudsak barrskog. Runt Landvikskatan är det ganska glesbefolkat, med 23 invånare per kvadratkilometer.